# Taniko Mitsukuri
Taniko Mitsukuri (Prefectura de Niigata, Japón, 23 de marzo de 1943) es una gimnasta artística japonesa, dos veces ganadora de la medalla de bronce en el concurso por equipos, una en el Mundial de Praga 1962 y otra en los JJ. OO. de Tokio 1964.

## Carrera deportiva
En el Mundial de Praga 1962 gana el bronce en el concurso por equipos, quedando situadas en el podio tras las soviéticas y las checoslovacas, y siendo sus compañeras de equipo: Ginko Abukawa, Keiko Ikeda, Taniko Nakamura, Kiyoko Ono, Toshiko Shirasu y Hiroko Tsuji.
En las Olimpiadas celebradas en Tokio en 1964 gana el bronce en el concurso por equipos, tras la Unión Soviética y Checoslovaquia, siendo sus compañeras de equipo: Toshiko Aihara, Ginko Chiba, Taniko Nakamura, Kiyoko Ono y Hiroko Tsuji.
Por último en el Mundial de Dortmund 1966 gana el bronce en asimétricas, tras la soviética Natalia Kuchinskaya y su compatriota Keiko Ikeda.